# Moro Rejo
Moro Rejo is een bestuurslaag in het regentschap Sleman van de provincie Jogjakarta, Indonesië. Moro Rejo telt 4686 inwoners (volkstelling 2010).